# Si j'étais vous
Si j'étais vous è un telefilm francese del 1971, ideato da Ange Casta e Robert de Saint-Jean, tratto dall'omonimo romanzo di Julien Green. La musica è di Marius Constant.

## Trama
Intorno al 1920, in una grande città, Fabien, un giovane che vive malamente la propria condizione, incontra un misterioso signore di nome Brittomart che gli conferisce un potere soprannaturale: potersi introdurre in un altro essere umano che gli vada a genio e che prenderà in cambio le sue fattezze. Comincia così a passare da una persona all'altra, sperimentando avventure ogni volta più spiacevoli. Finisce per comportarsi in modo criminale e dovrà subire le conseguenze delle sue azioni sconsiderate.